# 187 (szám)
A 187 (száznyolcvanhét) a 186 és 188 között található természetes szám.

## A matematikában
A 187 két prímszám szorzata, így félprím.
A 187 előáll három egymást követő prímszám összegeként:
59 + 61 + 67 = 187
és kilenc egymást követő prímszám összegeként is:
7 + 11 + 13 + 17 + 19 + 23 + 29 + 31 + 37 = 187

## A filmművészetben
- 187–1997-ben készült amerikai filmdráma Samuel L. Jackson főszereplésével.

## A jogban
- Kalifornia állam Büntető Törvénykönyvének 187. számú paragrafusa az emberölés jogi definícióját adja meg. A 187 ezért gyakran – főleg a hiphop zenében – szinonimaként szolgál a gyilkosság szóra.